# Восстановительная стоимость
Восстановительная стоимость представляет собой сумму, которая потребуется для создания аналогичной акционерной компании. Если речь идёт только об оборудовании, то применение восстановительной стоимости вполне оправдано. Однако, как только речь заходит о нематериальных активах, определение восстановительной стоимости переходит в разряд субъективного, то есть трудно поддающегося оценке. Весомую долю стоимости современных акционерных компаний, особенно крупных, составляет стоимость торговых марок, брендов, гудвилов и других нематериальных активов. Восстановительная стоимость очень важна при оценке капиталоёмких компаний.